# Смисловський Борис Олексійович
Борис Олексійович Хольмстон-Смисловський (нар. 3 грудня 1897, Теріокі — пом. 5 вересня 1988, Вадуц) — фінський граф, білий емігрант, антикомуніст, співробітник Абверу. Перший росіянин, що став командиром російського антибільшовицького німецького військового з'єднання. Керівник 1-ї Російської Національної Армії (1-ша РНА), створеної на території Німеччини з російських емігрантів і радянських військовополонених.
Також відомий під псевдонімами Хауптманн фон Регенау та Артур Хольмстон.

## Біографія

### Походження
Граф Борис Олексійович Смисловський народився 3 грудня 1897 року в Терріоках (нині Зеленогорськ), неподалік від Петербурга, у родині генерала гвардійської артилерії графа Олексія Смисловського. У 1908 році Борис Смисловський навчається у московському кадетському корпусі «імператриці Катерини II», який закінчив у чині віце-фельдфебеля, а потім закінчив Михайлівське артилерійське училище у чині портупей-юнкера, звідки у 1915 році був переведений до 3-го гвардійського артилерійського дивізіону у званні поручника. У 18 років опинився на фронті. Він став свідком розкладання російської армії.

### Служба у війську
У 1918 році вступив у Добровольчу армію генерала Денікіна. У березні 1920 року служив у 3-й російській армії, яка воювала у Подільській губернії на боці Армії УНР, потерпіла поразку від червоних та була інтернована у Польщі.
Через безробіття у Польщі він переїжджає до Данцига, де отримує столярну професію. Згодом Хольмстон-Смисловський переїжджає до Берліна, де починає працювати у Абвері.
Початок війни Німеччини з СРСР застав Хольмстон-Смисловського на північному відтинку фронту у Польщі. В чині майора Вермахту він займався прифронтовою розвідкою під псевдо Регенау. Паралельно зі збором розвідувальних даних Хольмстон-Смисловський служив у навчальному батальйоні для росіян, що виявили бажання воювати проти більшовиків. На початку 1943 року німцями була створена дивізія особливого призначення «Руссланд» укомплектована росіянами. Її командиром було призначено полковника фон Регенау, він же Борис Хольмстон-Смисловський. Хольмстон-Смисловський від початку утворення дивізії намагався здійснити контакт з польською Армією Крайовою та Українською Повстанською Армією. У грудні 1943 року був заарештований гестапо за співпрацю з ворогами Рейху: АК та УПА, його дивізію було розформовано. Головним звинуваченням була відмова видати гестапо одного з керівників УПА Тараса Бульбу-Боровця, що приїхав до штабу 1-ї Російської Національної Армії та відмова підписати відозву генерала Власова, в якій він закликав воювати як на західному, так і на східному фронтах. Шість місяців тривало слідство під час якого Хольмстон-Смисловський знаходився під арештом, і лише втручання Канаріса вивело його на волю.
У березні 1945 року тікаючи з рештками свого війська на захід вийшов на телефонний контакт з генералом Власовим, пропонував йому шукати спільного притулку у Ліхтенштейні. Власов відмовився від цієї ідеї та наполягав на тому, щоб залишатися у Чехії. Борис Хольмстон-Смисловський нагадав Власову долю Колчака, якого чехи видали більшовикам у 1920 році. На тому розмову і скінчили. У ранзі генерал-майора Хольмстон-Смисловський рушив до міста Фельдкірх, що на заході Австрії. Там він зустрів останнього нащадка двору Романових Володимира Кириловича, з яким продовжив втечу від наступаючих військ Червоної Армії. У 1945 році генерал-майор з рештками свого війська прибув до Ліхтенштейну. Прикордонні війська роззброїли російських солдатів та перевезли їх зброю у Вадуц, де її було знищено. У групі Смисловського було 494 людини: 462 чоловіки, 30 жінок і двоє дітей. Князівство відмовилось видати Хольмстон-Смисловського СРСР. Депортовано до Англії було лише нащадка двору Романових Володимира Кириловича та його оточення. Ті солдати 1-ї РНА, які погодилися повернутися в СРСР, були розстріляні за наказом радянського командування по дорозі в Радянський Союз, на території Угорщини.

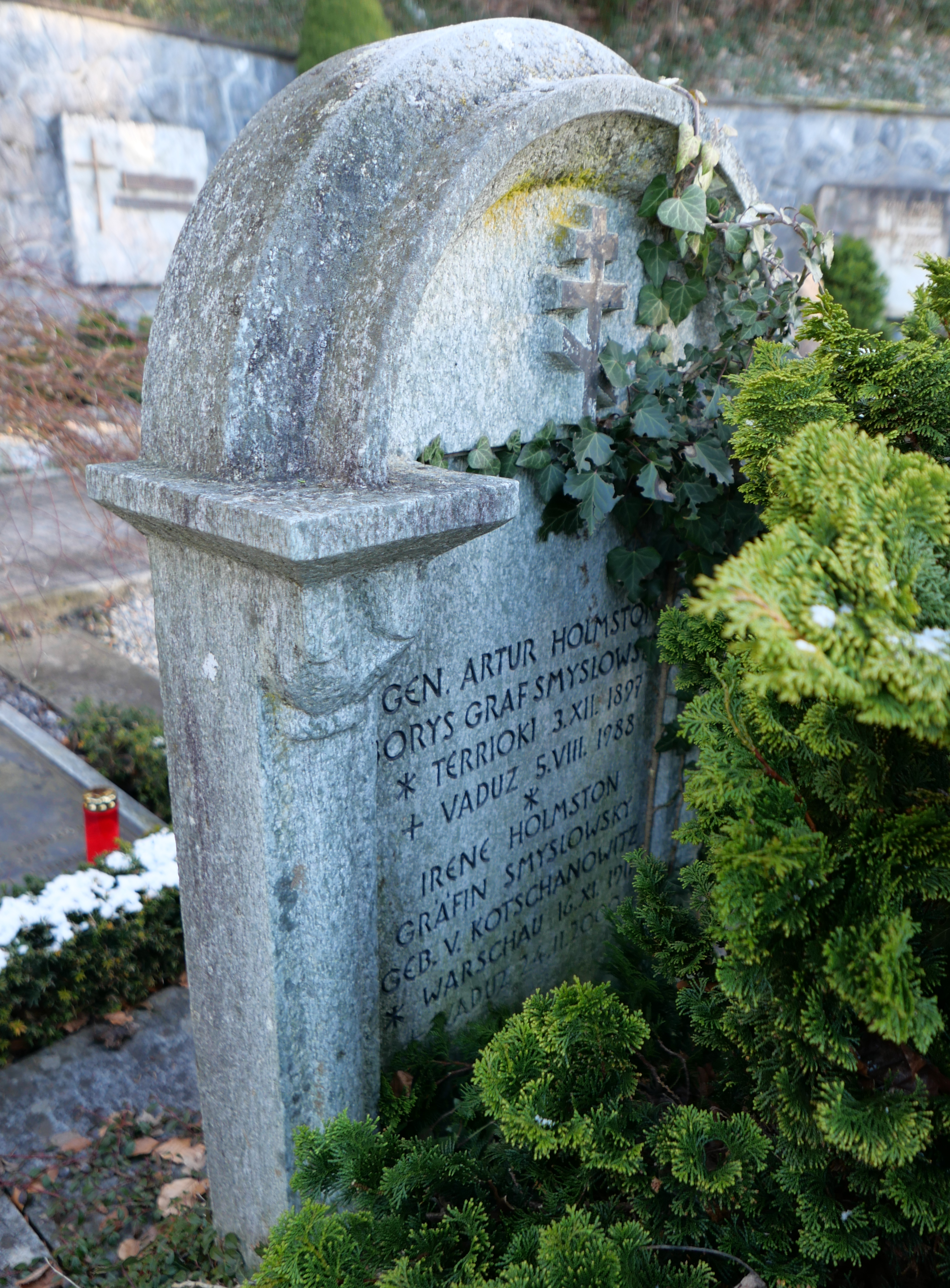
Могила січень 2024 р.

У 1948 році генерал переїхав до Аргентини. У 1948—1955 роках працював радником Аргентинського уряду по боротьбі з тероризмом. У 1966—1973 роках був радником Генерального штабу Збройних сил ФРН. Заснував Російський військово-визвольний рух імені генералісимуса Суворова («Суворовський союз»). У 1966 році повернувся до Ліхтенштейну.

### Політичні погляди
Вважав, що після «визволення Росії з-під гніту більшовиків» певний час має існувати військова диктатура, для того аби втримати порядок, аби все «не рухнуло». Згодом в Росії має бути встановлено монархічну форму правління.

### Сім'я
Був одружений тричі:
- Перший раз одружився 1921 року в Польщі з Олександрою Івановою (1898—1975), уродженкою Варшави, донькою полковником Федором Георгійовичем (1872—1942) та Зінаїдою Сергіївною (ур. Гавловською; 1879—1942). Розлучення.
  -     - Від цього шлюбу — дочка Марина (1922, Варшава — 1998, Велічка, Краківське воєводство). Її чоловік — С. Я. Шаронов 1920, хутір Атамановський (Область війська Донського) — 1959, хутір Атамановський (Волгоградська область)], рядовий РСЧА, пізніше — зондерфюрер «Зондерштаба-Р»; після фільтраційного табору оселився на батьківщині. Від цього шлюбу — дочка Катаржина (Катерина Семенівна) Смислівська (нар. 1945, Краків).
- Близько 1937—1938 років одружився у Польщі з Євгенією Міккою (бл. 1900—1972). Шлюб цей був укладений за розрахунком і довгим не був (у результаті розлучення). Як офіцеру Абвера, Смисловському була потрібна дружина «фольксдойче», щоб уникнути підозр, якщо німецькі розвідувальні та політичні органи виявлять інтерес до його особистого життя.
- Пізніше одружився втретє з Іриною Миколаївною Кочанович (v. Kotschanowitz; 1911, Варшава — 2000, Вадуц), художниці з Польщі.

### Смерть
Смисловський помер 5 вересня 1988 року на 91-му році життя у Ліхтенштейні. Свій останній спочинок він знайшов на кладовищі Вадуц.

## Твори
- Auf magischen Wegen: der Ostfeldzug (Philosophie des Krieges). — Bs. As., 1948.
- La guerra Nazi-Soviética; cómo se perdió y cómo se ganó. — Bs. As., 1948.

## Нагороди[5]

### Нагороди Російської імперії
- Орден Святого Володимира III ступеня з мечами та бантом
- Орден Святого Володимира IV ступеня з мечами та бантом
- Орден Святої Анни III ступеня з мечами та бантом
- Орден Святого Станіслава III ступеня з мечами та бантом
- Орден Святої Анни IV ступеня з написом «За хоробрість»

### Нагороди Третього Рейху
- Орден Заслуг німецького орла 2-го класу
- Залізний хрест 2-го класу
- Відзнака для східних народів 1-го класу в золоті з мечами
- Відзнака для східних народів 1-го класу в сріблі з мечами

## Образ Бориса Смисловського в мистецтві
Історії переходу групи Бориса Смисловського у Ліхтенштейн присвячено французько-швейцарський фільм «Вітер зі сходу» («Vent D'Est»), де роль генерала Смисловського зіграв Малкольм Макдавелл.